# Thị hiếu vật nuôi

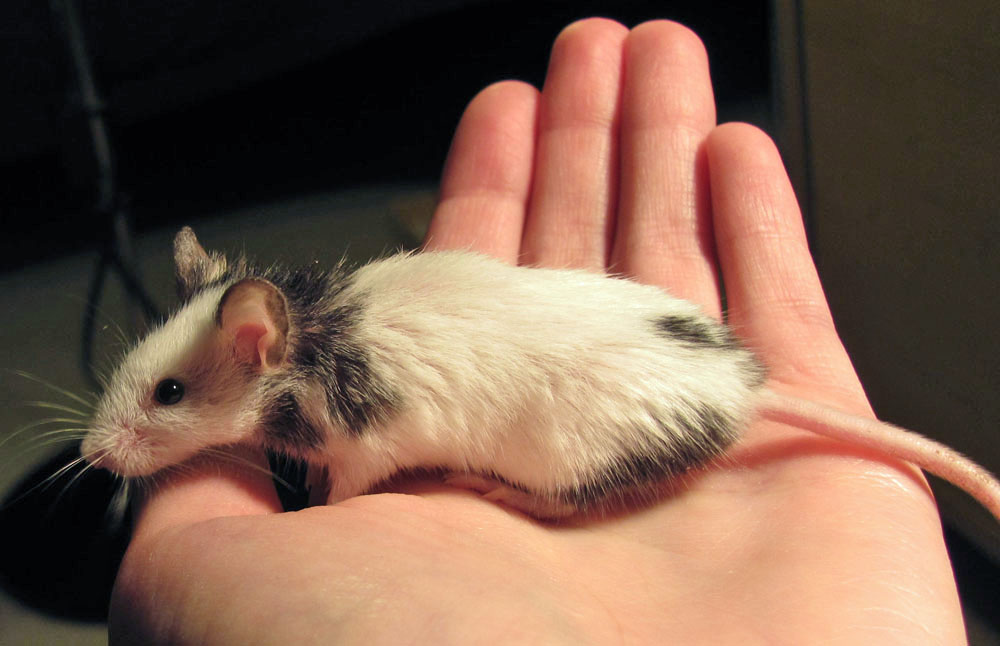
Thú nuôi chuột kiểng

Thị hiếu vật nuôi (Animal fancy) hay sở thích động vật (hay yêu thích động vật hoặc yêu động vật hay sở thích chơi động vật) là một sở thích và thị hiếu của con người liên quan đến việc yêu thích/yêu thương vật nuôi, quảng bá hoặc nhân giống vật nuôi hoặc chăm nuôi vật nuôi trong nhà như thú cưng. Sự yêu thích và thú chơi vật nuôi này có thể bao gồm quyền sở hữu (mua về để nuôi giữ, nuôi làm cảnh), thích xem biểu diễn, tham gia vào các môn thể thao thú vật và các cuộc thi khác, và các hoạt động chăn nuôi, nuôi nhốt động vật. Đây là cái thú vui của con người như thú chơi chim, thú chơi chó/mèo, thú chơi cá cảnh. Mark Twain từng nói: "Càng biết nhiều về con người, tôi càng yêu con chó của mình"
Những người theo sở thích có thể chỉ cần thu thập các mẫu vật của động vật trong các không gian nuôi nhốt thích hợp (vivaria), chẳng hạn như bể cá, hồ cạn hoặc lồng chim/chuồng chim. Một số người đam mê giữ các trang trại thú kiểng, không gian thú kiểng (ví dụ như quán cà phê mèo), hoặc menageries (vườn thú tư nhân). Có rất nhiều câu lạc bộ và hiệp hội yêu thích động vật trên thế giới, phục vụ cho mọi thứ, từ hoạt động nuôi chim bồ câu làm kiểng đến chó săn Ailen. Sở thích yêu thích động vật và thị hiếu vật nuôi này còn bao gồm việc nuôi những động vật được coi là thú nuôi độc lạ một ví dụ đang phát triển nhanh chóng là nuôi nhốt các con vật bò trườn (Herpetoculture) nuôi các loài bò sát và lưỡng cư như một mốt thời thượng.